# Accordo di Elettra

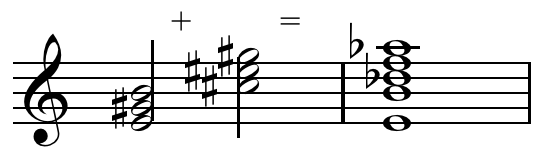
L'accordo di Elettra

L'accordo di Elettra è un complesso e dissonante accordo ed elaborazione motivica utilizzato dal compositore Richard Strauss per rappresentare il personaggio eponimo della sua opera Elettra. È una sintesi bitonale degli accordi di mi maggiore e do diesis maggiore.
L'accordo si trova anche in Feuilles Mortes di Claude Debussy, dove può essere analizzato come un'appoggiatura ad un accordo di nona minore, e in Der Ferne Klang di Franz Schreker, e nella Sesta Sonata per pianoforte di Alexander Scriabin.